# ميلتون مولينا
ميلتون مولينا (بالإسبانية: Milton Molina) (2 فبراير 1989 في السلفادور - ) هو لاعب كرة قدم سلفادوري في مركز الدفاع. شارك مع منتخب السلفادور لكرة القدم. أما مع النوادي، فقد لعب مع إيسيدرو ميتابان ‏.

## مسيرته الكروية
لعب ميلتون مولينا خلال مسيرته الاحترافية مع نادِ واحدٍ في اثنا عشر موسمًا وسجل خلالها 18 هدفًا ضمن 298 مباراة. ولم يفز بأي موسم بالكأس وفاز في سبعة مواسم بالدوري.
خاض ميلتون مولينا مسيرته مع إيسيدرو ميتابان ‏ في موسم 2008–09 ليلعب معه اثنا عشر موسمًا، مشاركًا في 298 مباراة سجل خلالها 18 هدفًا.

## وصلات خارجية
- ميلتون مولينا على موقع قاعدة بيانات كرة القدم.إي يو (الإنجليزية)
- ميلتون مولينا على موقع ناشيونال فوتبول تيمز (الإنجليزية)
- ميلتون مولينا على موقع Soccerway.com (الإنجليزية)